# Anne Perry
Anne Perry, pseudónimo de Juliet Marion Hulme (Londres, 28 de outubro de 1938 – 11 de abril de 2023), foi uma escritora inglesa do gênero policial, sendo considerada uma das mais conceituadas em nossos dias. Suas histórias retratam uma Inglaterra vitoriana bastante hermética, seguindo regras sociais de conduta muito rígidas.

## Biografia
Perry nasceu em 28 de outubro de 1938 em Blackheath, Londres. Filha do físico Dr. Henry Rainsford Hulme, foi diagnosticada com tuberculose quando criança e enviada para o Caribe e África do Sul na esperança de que um clima mais quente melhorasse sua saúde. Ela se juntou à sua família quando tinha 13 anos, depois que seu pai assumiu o cargo de reitor da Universidade de Canterbury, na Nova Zelândia.
Depois de alguns anos morando no exterior, viveu em Portahomack, na Escócia.
Anne também ficou conhecida devido ao filme Heavenly Creatures Amizade sem Limites (título em Portugal) ou Almas Gêmeas (título no Brasil), contar sua história e do seu relacionamento amoroso com Pauline Parker, e de como ela ajudou no assassinato da mãe de Pauline. Em 1954, aos quinze anos, ela foi condenada por esse assassinato da Honorah Rieper. Ela mudou seu nome depois de cumprir uma sentença de cinco anos pelo assassinato dela.
Depois de ser libertada da prisão em novembro de 1959, Hulme retornou à Inglaterra e tornou-se comissária de bordo. Por um período ela morou nos Estados Unidos, onde se filiou à Igreja de Jesus Cristo dos Santos dos Últimos Dias em 1968.
Perry morreu em 11 de abril de 2023, aos 84 anos.

### Carreira
Geralmente, seus livros são divididos em séries. A primeira delas traz como detetives Thomas Pitt, proveniente de uma classe menos abastada da sociedade, e Charlotte, uma jovem que, ao contrário de Pitt, pertence a uma classe social mais influente. A segunda série apresenta o detetive William Monk, o qual sofre de amnésia. Para criar seu mundo ficcional, a autora inspirou-se em personalidades da época e as tramas narradas trazem resquícios de crimes realmente ocorridos nos períodos em questão.

## Obras (parcial)

### Série Thomas Pitt
1. The Cater Street Hangman (1979)
2. Callander Square (1980)
3. Paragon Walk (1981)
4. Resurrection Row (1981)
5. Rutland Place (1983)
6. Bluegate Fields (1984)
7. Death in the Devil's Acre (1985)
8. Cardington Crescent (1987)
9. Silence in Hanover Close (1988)
10. Bethlehem Road (1990)
11. Highgate Rise (1991)
12. Belgrave Square (1992)
13. Farrier's Lane (1993)
14. The Hyde Park Headsman (1994)
15. Traitors Gate (1995)
16. Pentecost Alley (1996)
17. Ashworth Hall (1997)
18. Brunswick Gardens (1998)
19. Bedford Square (1999)
20. Half Moon Street (2000)
21. The Whitechapel Conspiracy (2001)
22. Southampton Row (2002)
23. Seven Dials (2003)
24. Long Spoon Lane (2005)
25. Buckingham Palace Gardens (2008)
26. Betrayal at Lisson Grove (2011)
27. Dorchester Terrace (2012)
28. Midnight at Marble Arch (2013)
29. Death on Blackheath (2014)
30. The Angel Court Affair (2015)
31. Treachery at Lancaster Gate (2016)
32. Murder on the Serpentine (2016)

### Série Daniel Pitt
1. Twenty-One Days (2018)
2. Triple Jeopardy (2019)
3. One Fatal Flaw (2020)
4. Death with a Double Edge (2021)
5. Three Debts Paid (2022)
6. The Fourth Enemy (2023)

### Série William Monk
1. The Face of a Stranger (1990)
2. A Dangerous Mourning (1991)
3. Defend and Betray (1992)
4. A Sudden, Fearful Death (1993)
5. The Sins of the Wolf (1994)
6. Cain His Brother (1995)
7. Weighed in the Balance (1996)
8. The Silent Cry (1997)
9. A Breach of Promise (1997)
10. The Twisted Root (1999)
11. Slaves of Obsession (2000)
12. A Funeral in Blue (2001)
13. Death of a Stranger (2002)
14. The Shifting Tide (2004)
15. Dark Assassin (2006)
16. Execution Dock (2009)
17. Acceptable Loss (2011)
18. A Sunless Sea (2012)
19. Blind Justice (2013)
20. Blood on the Water (2014)
21. Corridors of the Night (2015)
22. Revenge in a Cold River (2016)
23. An Echo of Murder (2017)
24. Dark Tide Rising (2018)

### Série Elena Standish
1. Death in Focus (2019)
2. A Question of Betrayal (2020)
3. A Darker Reality (2021)
4. A Truth To Lie For (2022)
5. The Traitor Among Us (2023)

### Série 1ª Guerra Mundial
1. No Graves As Yet (2003)
2. Shoulder the Sky (2004)
3. Angels in the Gloom (2005)
4. At Some Disputed Barricade (2006)
5. We Shall Not Sleep (2007)

### Em português
- Uma Morte Súbita e Terrível
- O Rosto de um Estranho
- Um Luto Perigoso
- O Estrangulador de Cater Street
- O Mistério de Callander Square
- Defesa e Traição
- O Crime de Paragon Walk